# کارل هایدن
کارل ترومبل هایدن (به انگلیسی: Carl Trumbull Hayden) سناتور سابق عضو حزب دموکرات ایالات متحده آمریکا بود. وی در سال ۱۹۲۷ تا ۱۹۶۹ میلادی سناتور ایالت آریزونا در سنای ایالات متحده آمریکا بود.